# Dragony
Dragony är ett österrikiskt power metal-band från Wien bildat 2010.

## Biografi

### Albumdebut och de tidiga åren
Bandet hette ursprungligen The Dragonslayer Project och var, som namnet antyder, ett renodlat studioprojekt skapat av sångaren Siegfried Samer och gitarristen Daniel Stockinger år 2007. The Dragonslayer Project var i sin tur sprunget ur de upplösta grupperna Omega Project och Eleftheria. I och med medlemstillskott i form av basisten Herbert Glos, gitarristen Andreas Poppernitsch, trummisen Frederic Brünner och keyboardisten Georg Lorenz  utvecklade sig projektet till ett fullskaligt band. Gruppen spelade förband till Sonata Arctica i början av 2010 och beslöt därefter att korta ner bandnamnet till Dragony.
Debutalbumet Legends spelades in i egenregi och släpptes 2011. På skivan medverkade bland andra Ralf Scheepers (Primal Fear) som gästmusiker. Året därpå tecknade bandet skivkontrakt med det tyska bolaget Limb Music som återutgav albumet.. Under våren 2012 turnerade man med Primal Fear och Brainstorm och under hösten agerade man förband till Tim "Ripper" Owens och Freedom Call.
Bandets andra studioalbum, Shadowplay, släpptes i september 2015. Dessförinnan hade Stockinger och Lorenz lämnat bandet och ersatts av Simon Saito och Manuel Hartleb. En textvideo producerades till öppningsspåret "Wolves of the North" och en musikvideo till bonusspåret "True Survivor", en David Hasselhoff-cover. Dessutom gjorde bandet en coverversion av "The One and Only" av Chesney Hawkes. Under hösten 2015 turnerade Dragony tillsammans med Gamma Ray och Serious Black.
Dragonys tredje och sista album på Limb Music, Masters of the Multiverse, släpptes i oktober 2018. Skivan föregicks av fyra singlar, varav två försågs med musikvideor.

### Skivbolagsbyte och medlemsrotation
I juni 2020 tecknade bandet kontrakt med Napalm Records. Det fjärde fullängdsalbumet, Viribus Unitis, släpptes i januari året därpå. Det är en konceptskiva som behandlar österrikisk historia, specifikt den habsburgska monarkin och dess företrädare, såsom kejsar Frans Josef, dennes gemål Elisabeth ("Sisi") och den tilltänkte tronföljaren Rudolf. Andra teman var steampunk, kontrafaktistik och alternativhistoria. Albumet tog sig in på de österrikiska och schweiziska topplistorna.
I mars 2022 lämnade gitarristen Andreas Poppernitsch Dragony. Han ersattes av ryske Mat Plekhanov. Trumslagaren Frederic Brünner lämnade bandet under 2024 och ersattes av Chris Auckenthaler som tidigare agerat livetrummis för bandet. I april 2024 tillkännagavs att bandet bytt skivbolag till SPV Steamhammer. Dragonys femte och senaste studioalbum, och det första med aktuell line-up, Hic Svnt Dracones, släpptes i oktober 2024.

## Medlemmar

### Nuvarande medlemmar
- Siegfried "The Dragonslayer" Samer – sång (2010– )
- Herbert Glos – basgitarr (2010– )
- Simon Saito – gitarr (2012– )
- Manuel Hartleb – keyboard (2012– )
- Mat Plekhanov – gitarr (2022– )
- Chris Auckenthaler – trummor (2024– )

### Tidigare medlemmar
- Frederic Brünner – trummor (2010–2024)
- Andreas Poppernitsch – gitarr (2010-2022)
- Daniel Stockinger – gitarr (2010–2012)
- Georg Lorenz – keyboard (2010–2012)

## Diskografi

### Studioalbum
- Legends (2011)
- Shadowplay (2015)
- Masters of the Multiverse (2018)
- Viribus Unitis (2021)
- Hic Svnt Dracones (2024)

### EP
- Lords of the Hunt (2017)

### Singlar
- "If It Bleeds We Can Kill It" (2018)
- "Flame of Tar Valon" (2018)
- "Days of High Adventure" (2018)
- "Defenders" (2018)
- "Gods of War" (2020)
- "The Dead Queen's Race" (2023)
- "The Untold Story (Albion Online)" (2024)
- "Beyond the Rainbow Bridge" (2024)
- "Dragon of the Sea (Sic Parvis Magna)" (2024)
- "Twilight of the Gods" (2024)